# Ferrovia Cremona-Iseo
La ferrovia Cremona-Iseo era una linea gestita dalla Società Nazionale Ferrovie e Tramvie (SNFT) che collegava la città di Cremona al Lago d'Iseo e alla ferrovia Brescia-Iseo-Edolo.
Negli anni venti il tratto fra le stazioni di Bornato e Iseo venne integrato nella Brescia-Iseo-Edolo; il resto della linea fu soppresso nel 1956 ad eccezione della tratta Bornato-Rovato, mantenuta quale diramazione della citata linea.

## Storia
Le motivazioni per la costruzione di una linea ferroviaria tra la città di Cremona e il lago d'Iseo s'inseriscono negli eventi che portarono alla realizzazione della Brescia-Iseo-Edolo. Nel 1904, la SNFT rilevò dalla provincia di Brescia la concessione per la costruzione e l'esercizio della Iseo-Edolo. Nello stesso periodo l'impresa ferroviaria era in trattativa con la Società Italiana per le Strade Ferrate Meridionali per rilevare il tronco Brescia-Iseo in modo da completare l'itinerario fino al capoluogo di provincia.
La SNFT gestiva inoltre la rete tranviaria provinciale di Cremona e l'amministrazione provinciale cremonese da tempo chiedeva la costruzione di una tranvia interurbana che collegasse Soncino a Soresina e al capoluogo. Il primo comune era punto di arrivo di ben tre linee tranviarie, quella per Bergamo, quella per Brescia e quella per Crema e Lodi, ed era privo di un collegamento su strada ferrata verso Cremona. Soresina era importante stazione ferroviaria della ferrovia Treviglio-Cremona e anni prima fu oggetto dell'interesse di alcuni imprenditori camuni che intendevano costruire una linea verso Coccaglio, a quel tempo sulla Milano-Venezia, considerandola naturale prosecuzione della ferrovia camuna.

### Costruzione della Iseo-Rovato
Nel 1907 la SNFT presentò al Consiglio Superiore dei Lavori Pubblici una domanda di concessione per una linea che si sarebbe diramata dalla stazione di Iseo per innestarsi sulla Milano-Venezia all'altezza di Rovato. L'ingegnere Conti Vecchi, progettista della Iseo-Edolo, concepì la nuova linea quale naturale prosecuzione di quella per Edolo, a quel tempo ancora in via di completamento: le due ferrovie adottavano dunque lo stesso tipo di armamento, gli stessi fabbricati di stazione, la medesima acclività. L'Iseo-Rovato fu studiata con un tracciato completamente separato dalla già esistente ferrovia Brescia-Iseo che al momento della presentazione della domanda era in gestione alle Ferrovie dello Stato (FS) e che solo sul finire del 1907 sarebbe passata alle SNFT. L'anno seguente, il Conti Vecchi rilasciò una dichiarazione alla Deputazione provinciale bresciana secondo la quale l'Iseo-Rovato non avrebbe fatto alcuna concorrenza alla Brescia-Iseo, perché quest'ultima sarebbe rimasta per un servizio vicinale "ad intenso movimento", mentre la prima avrebbe assorbito il traffico merci proveniente dalla Valcamonica e sarebbe stata anche adatta ai futuri collegamenti verso il cremonese.
La linea fu finanziata anche da un comitato sorto a Rovato nel 1906 che coinvolgeva diversi comuni del circondario clarense. Da queste amministrazioni fu avvertito il rischio che la mancata costruzione della ferrovia avrebbe significato la perdita dei ricchi traffici vallivi i quali si sarebbero diretti verso le più modeste, ma già esistenti, tranvie della riva destra del Lago d'Iseo e verso la ferrovia Palazzolo-Paratico.
La linea fu inaugurata il 3 settembre 1911 ed aperta all'esercizio il giorno seguente.

### Costruzione della Soncino-Soresina

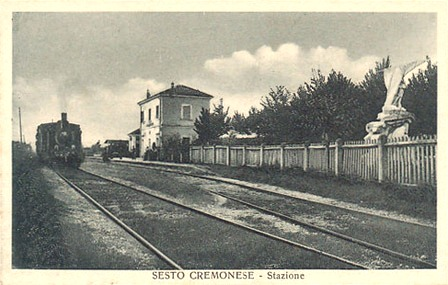
La stazione di Sesto Cremonese nel 1930

In provincia di Cremona, l'amministrazione intese accelerare i tempi per la costruzione di una strada ferrata Cremona-Soresina-Soncino: il 13 maggio il consiglio provinciale decise di incaricare la Deputazione di avanzare presso il Governo la domanda di concessione di una ferrovia secondaria locale tra le tre località. Non soddisfatta della domanda posta dalla provincia, la SNFT ne fece un'altra sempre sullo stesso tracciato. La deputazione ritirò quindi la propria richiesta e il Governo italiano approvò la costruzione della ferrovia con due decreti: il RD 21 marzo 1912, n. 491, nella quale si concesse la Soncino-Soresina, e il RD 17 novembre 1915, n. 1501, relativa alla Soresina-Sesto Cremonese-Cremona. Stando all'Albertini & Cerioli (1994), non risultano atti che giustifichino la scelta della SNFT di iniziare dal tratto più lontano dal capoluogo. Gli stessi autori ipotizzano che la SNFT si convinse a puntare su una linea che avrebbe potuto fornire un buon rapporto tra ricavi e costi d'esercizio, data la breve lunghezza e la sua posizione fra la ferrovia Treviglio-Cremona delle FS e le tranvie gravitanti attorno a Soncino.
La Soncino-Soresina fu quindi aperta il 25 novembre 1914. Le due stazioni capilinea furono allacciate fin dall'inizio alle strade ferrate esistenti, tuttavia la maggior parte del traffico merci continuò a provenire dalla linea FS, contrariamente alle aspettative dell'impresa ferroviaria. L'esercizio della breve linea fu inizialmente affidato alla direzione di Cremona,con convogli trainati dalle locomotive del Gruppo 10, appositamente ordinate dalla SNFT alla OM e alla Borsig.

### Costruzione della Soresina-Sesto-Cremona

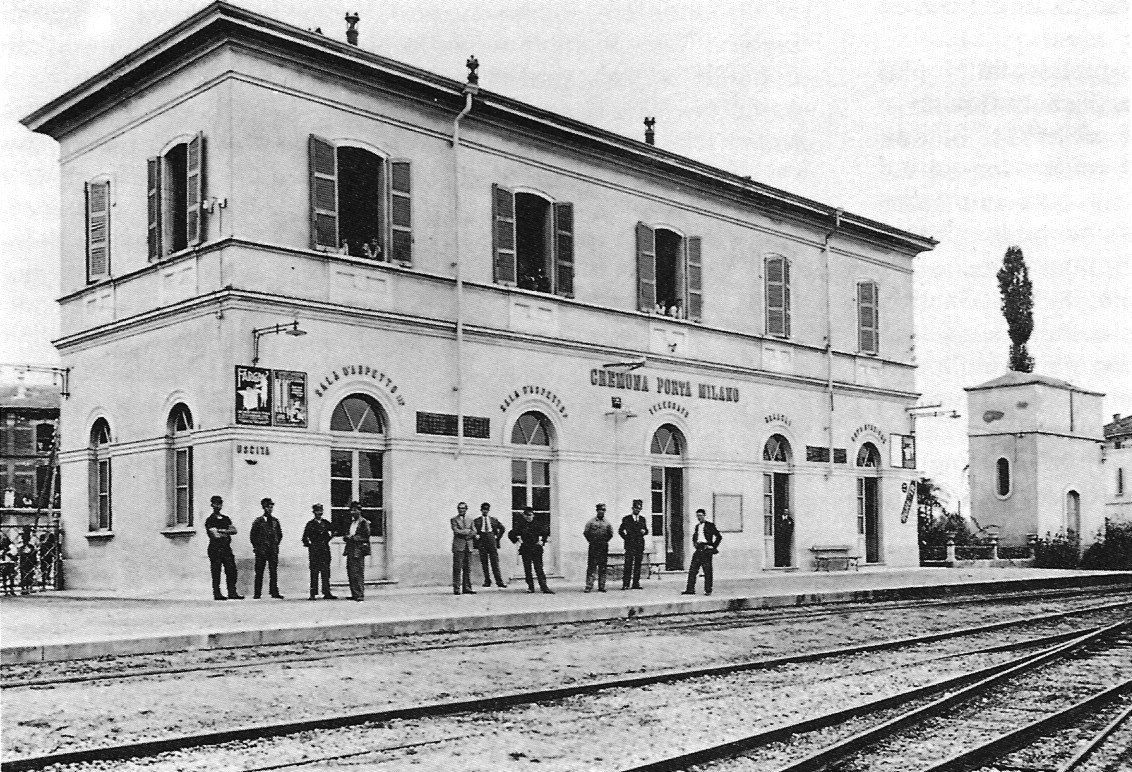
La stazione di Cremona Porta Milano nel 1932

L'entrata in guerra dell'Italia nella prima guerra mondiale vide intensificarsi il traffico sulla Iseo-Rovato, dovuto al trasporto di truppe verso il fronte dell'Adamello, ma nello stesso tempo costrinse la SNFT a fermare i lavori costruzione della Soresina-Sesto Cremonese-Cremona. Nel 1916, l'impresa ferroviaria decise di uscire dal ramo dei trasporti tranviari, per cui l'esercizio della Soncino - Soresina fu affidato alla Direzione di Iseo.
L'attività sulla Sesto-Cremona riprese all'inizio degli anni venti. I lavori furono suddivisi in tre lotti: da Soresina a Grumello, da Grumello a Sesto e da Sesto a Cremona. La linea fu aperta all'esercizio il 2 gennaio 1926. Su di essa circolarono le nuove locomotive gruppo 30, costruite anch'esse dalla OM.
La linea terminava presso la stazione di Cremona Porta Milano a poche centinaia di metri dalla stazione FS. I due impianti furono collegati tra loro da un raccordo che, per volontà dell'impresa statale, rimase a lungo chiuso, soprattutto per il servizio passeggeri. Al fine di ridurre lo svantaggio per l'utenza, la SNFT avviò un autoservizio sostitutivo tra le due stazioni, espletato da un autobus FIAT 18BL. Le speranze parvero accendersi verso la fine del 1930, quando fu concesso il servizio cumulativo tra i due impianti cremonesi e quindi fu aperto il raccordo al solo servizio merci, ma già nell'aprile dell'anno seguente tale collegamento fu soppresso.

### Costruzione della Rovato-Soncino
La guerra aveva bloccato l'iter procedurale della domanda di concessione della parte centrale della linea, quella tra Rovato e Soncino. Nel dopoguerra sorse un comitato presieduto dal deputato Giuliano Corniani, ma ad esso si oppose la SEB/TEB che vedeva nel progetto della SNFT un potenziale concorrente alla sua Brescia-Soncino.
Nella prima metà degli anni venti le amministrazioni provinciali di Brescia e Cremona, la Camera di commercio cremonese e diversi comuni, principalmente della bassa Bresciana, si mossero per favorire la costruzione del tronco mancante. Nel 1930 fu presentato il progetto definitivo e i lavori furono avviati susseguentemente: terminarono due anni dopo con sette mesi d'anticipo. Il 22 agosto avvenne l'apertura al traffico, mentre l'inaugurazione ufficiale si svolse il 28 ottobre per il decimo anniversario della marcia su Roma.
Alla linea furono assegnate le nuove locomotive del gruppo 40, di costruzione OM.

### Dalla seconda guerra mondiale alla chiusura

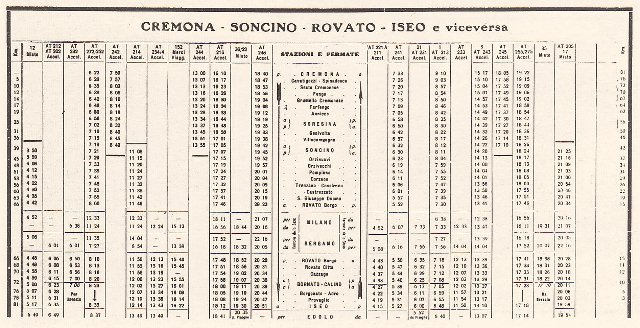
Orario del 1953, quando entrarono in servizio le automotrici

La seconda guerra mondiale ridusse la disponibilità di combustibile. La SNFT fu costretta quindi a contenere le corse e a classificare tutti i convogli come "misti", abbandonando la distinzione fra merci e passeggeri. Nel 1944 i bombardamenti delle forze alleate causarono la distruzione del ponte sull'Oglio tra Soncino e Orzinuovi, evento che provocò l'immediata sospensione del servizio e che per molti anni avrebbe condizionato l'esercizio sulla linea. Il conflitto bellico ebbe tuttavia un risvolto positivo: a seguito dell'occupazione tedesca, nel 1943, fu assunta la decisione di riaprire il raccordo tra Cremona Porta Milano e Cremona FS. Al ripristino dell'esercizio da parte delle FS, queste ultime decisero di richiudere il collegamento.
Nel dopoguerra la direzione della SNFT si sforzò di ripristinare l'intera infrastruttura. Fino al 1950, anno in cui fu riaperto il ponte sull'Oglio, le corse della relazione Cremona-Iseo-Edolo terminarono presso le stazioni di Soncino e di Orzinuovi, mentre un autoservizio tra i due scali garantiva le coincidenze all'utenza. Per l'impresa ferroviaria ci fu anche il problema dell'isolamento del tronco a meridione di Soncino rispetto alle Officine di Iseo, che obbligava ad impiegare la rete FS per il trasferimento del proprio materiale rotabile. Nel luglio 1950 il ponte fu riaperto e in occasione della sua inaugurazione fu introdotta la trazione Diesel sulla linea sociale.
Nel 1952, a seguito della Legge 2 agosto 1952, n. 1221, che finanziava le linee ferroviarie in concessione, la SNFT presentò alla commissione incaricata un piano di ammodernamento della Brescia-Iseo-Edolo. Il dispositivo legislativo obbligava peraltro a presentare un programma di finanziamento interno, imponendo di fatto la soppressione della Rovato-Cremona, la quale avrebbe permesso l'alienazione della proprietà lungo la linea. Nonostante la riapertura del ponte sull'Oglio, il traffico merci sul tronco in questione era del resto rimasto assente.
Il 14 luglio 1954, dopo una campagna da parte della stampa locale, le FS riaprirono il raccordo fra le due stazioni cremonesi, stavolta anche al servizio passeggeri. Nonostante questa iniziativa, la chiusura della linea era imminente: nel 1955 la voce si sparse e numerosi enti locali, nonché l'onorevole Zanibelli, si mossero per impedirne la chiusura, ma furono azioni tardive che non ottennero alcun risultato.
Il 2 gennaio 1956 fu soppresso il traffico sul tratto Rovato-Soresina, sostituito da autocorse espletate dalla stessa SNFT. Il servizio sul tronco restante fu mantenuto fino al 31 marzo, per concedere alla provincia cremonese il tempo di sistemare le strade. La chiusura ufficiale fu sancita il 31 maggio e già dal mese seguente iniziò il lavoro di rimozione dell'armamento. Il materiale rotabile fu trasferito nel deposito di Iseo, mentre le rotaie e le traversine recuperate vennero reimpiegate sulla Brescia-Iseo-Edolo e sul tronco sopravvissuto, tra Bornato e Rovato.

### Autoservizio ed esercizio ferroviario sulla Bornato-Rovato
Dal 1956 rimasero le corse passeggeri sulla relazione Iseo-Rovato Borgo, impiegando principalmente le automotrici del gruppo An 64. Ad esse si aggiunsero alcune relazioni merci per l'inoltro dei carri alla stazione di Rovato FS.
Dieci anni dopo, nel 1966, si verificò la prima sospensione temporanea del servizio viaggiatori. Lo stesso fu riattivato negli anni settanta a seguito dell'austerity, per poi essere nuovamente sospeso nel 1975.
Si dovette attendere la stagione sciistica 1989/1990 per rivedere treni passeggeri sulla linea: con un accordo tra FS, Ferrovie Nord Milano Esercizio (FNME) e SNFT fu possibile istituire i cosiddetti "treni della neve"; si trattava di composizioni di automotrici ALn 668 delle Ferrovie dello Stato che collegavano Milano Centrale a Edolo, passando per Rovato Borgo. Analoghi servizi stagionali erano stati introdotti l'anno prima sulla relazione Cremona-Edolo, sfruttando la linea FS Cremona-Brescia.
Nel 1993 la SNFT fu assorbita dal gruppo FNM. La Ferrovie Nord Milano Autoservizi (FNMA) rilevò la concessione del servizio autosostitutivo Iseo-Cremona, che fu esercito fino ai primi anni 2000, quando nella provincia di Brescia si procedette a riorganizzare il trasporto pubblico su gomma. La FNME rilevò invece gli impianti ferroviari. Nel 1994 rinnovò l'armamento della Bornato-Rovato, impiegando rotaie dal peso di 60 kg/m; ciò permise l'inoltro di convogli merci dal maggior peso assiale.
Nella seconda metà degli anni 2000 un accordo tra LeNord e FTI permise di riattivare, a livello turistico, il servizio tra Bornato e Rovato Borgo per alcuni giorni dell'anno. Con un altro accordo, stavolta con l'amministrazione regionale lombarda e con la provincia di Brescia, LeNord decise di riaprire la breve linea al servizio passeggeri a partire dal 13 giugno 2010. Il servizio inizialmente collegò direttamente le due stazioni capolinea: le due fermate presso Cazzago e Rovato Città furono riattivate il 13 agosto successivo.
Dal 9 dicembre 2018 il servizio viaggiatori su questa tratta è stato sospeso e sostituito da autocorse; tuttavia circolano ancora occasionalmente alcuni treni turistici.

## Caratteristiche
La linea era lunga 65,02 km, a binario unico con scartamento ordinario. Le rotaie erano di tipo Vignoles dal peso di 27 kg/m. Negli anni novanta del XX secolo il tronco Bornato-Rovato è stato rinnovato con rotaie da 60 kg/m.

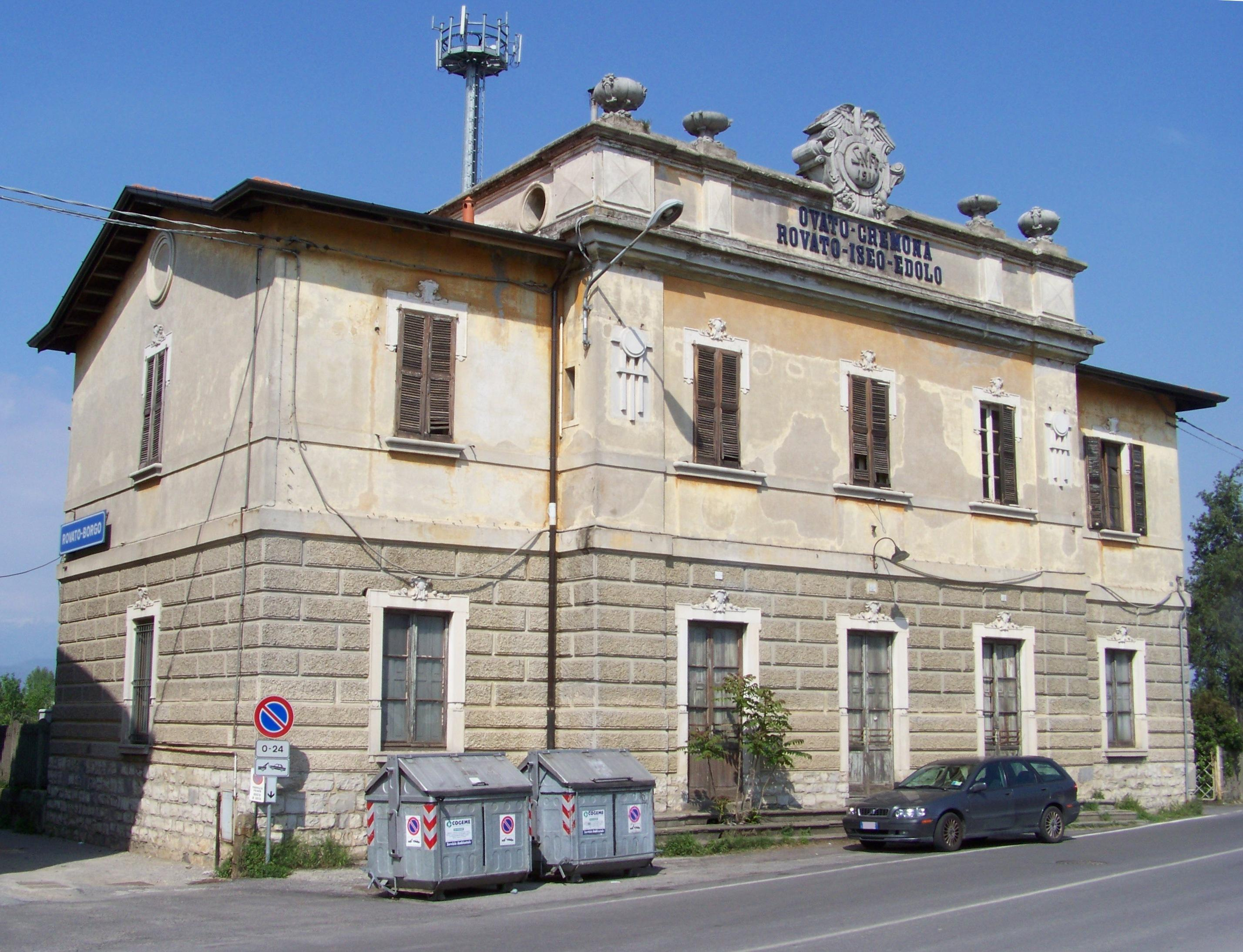
Il fabbricato viaggiatori di Rovato Borgo

La SNFT adottò criteri sobri e uniformi, al fine di economizzare il più possibile i costi d'impianto. Per questo motivo gli stili dei fabbricato viaggiatori di stazioni e fermate si ripresentano nelle medesime forme. La stazione di Bornato-Calino è l'unica di "seconda classe" della linea, con fabbricato viaggiatori a quattro aperture e scalo merci. Tutti gli altri impianti della linea sono delle fermate, con il modesto edificio a tre aperture e vano scala. Il fabbricato viaggiatori di Iseo era di prima classe, mentre quello di Rovato Borgo presentava una forma più insolita ed un'architettura con esterni in stile liberty. Entrambe le stazioni erano dotate di scalo merci, il cui magazzino aveva un tetto a due falde.
Gli scali merci erano tutti dotati di piano caricatore e di magazzino con tetto a due falde. Le stazioni di Soncino, Soresina e Cremona Porta Milano, a causa del ruolo svolto in tempi diversi di scali terminali, erano tutte dotate di rimessa locomotive, di piattaforma girevole e di rifornitore.

Sottopasso ad arco presso Soresina

La linea ferroviaria scavalcava lungo il suo percorso numerose rogge e canali irrigui tramite ponti in muratura, protetti da ringhiere in ferro battuto. L'Oglio era attraversato in un punto tra Soncino e Orzinuovi dove il fiume originariamente si divideva in due rami. Il progetto iniziale, risalente alla prima guerra mondiale, prevedeva di scavalcare il corso d'acqua con due opere d'arte distinte. Dopo la stesura definitiva, si optò per un'unica costruzione a sei luci ad arco, ognuna lunga sedici metri, che richiese lo spostamento dell'alveo. Distrutto nel 1944 dai bombardamenti delle forze alleate, il manufatto fu ricostruito con le caratteristiche tecniche originarie e fu riaperto all'esercizio nel 1950. Fu demolito nel 1975, quando la forza erosiva del fiume aveva rovinato la stabilità di alcuni piloni. A sud della località Tombe Morte a Genivolta, i navigli Pallavicino e Civico vennero sovrappassati dalla ferrovia con manufatti in cemento armato, mentre gli altri da costruzioni in muratura a volto e la roggia Alta da un sifone.
La linea incrociava tre diverse ferrovie statali, gestite a quel tempo dalle FS: la Milano-Venezia a Rovato, la Treviglio-Cremona a Soresina e la Pavia-Cremona a Sesto Cremonese. Per ognuna di esse fu costruito un sottopasso a forma di arco. In seguito alla chiusura della linea, tutte e tre le opere sono state reimpiegate come sottopassi stradali.

### Percorso
| Continuation backward |

| Station on track |

| Pier | Unknown route-map component "exKDSTa" | Straight track |  |  |

| Unknown route-map component "uexKBHFa" | Unknown route-map component "exBHF" | Straight track |  |  |

| Pier | Unused straight waterway | Unknown route-map component "xKRWg+l" | Unknown route-map component "KRWgr" |  |  |  |

| Unknown route-map component "exKDSTaq" | Unknown route-map component "uexmKRZ" | Unknown route-map component "eABZg+r" | Straight track |  |  |  |

| Unused straight waterway | Unknown route-map component "KDSTxe" | Straight track |  |  |

| Unknown route-map component "uexCONTgq" | Unknown route-map component "uexSTRr" | Unknown route-map component "exSTRl" | Unknown route-map component "eKRZo" | Unknown route-map component "exSTR+r" |  |  |

|  | Stop on track | Unknown route-map component "exHST" |

|  |  | Straight track | Unknown route-map component "exSTRl" | Unknown route-map component "exCONTfq" |

|  | Stop on track |

|  | Station on track |

|  | Unknown route-map component "ABZgl" | Unknown route-map component "CONTfq" |

| Stop on track |

| Unknown route-map component "SKRZ-Au" |

| Stop on track |

| Unknown route-map component "CONTgq" | Unknown route-map component "STR+r" | Straight track |  |  |

| Station on track | Station on track | Unknown route-map component "uexKBHFa" |

| 0+313 |
| 5+750 |

|  | Unknown route-map component "KRWg+l" | Unknown route-map component "xKRWgr" | Unknown route-map component "uexSTRl" | Unknown route-map component "uexCONTfq" |

|  | One way leftward | Unknown route-map component "xKRZu" | Transverse track | Unknown route-map component "CONTfq" |

|  | Unknown route-map component "exHST" |

|  | Unknown route-map component "exBHF" |

|  | Unknown route-map component "exBHF" |

|  |  | Unknown route-map component "exSTR" | Unknown route-map component "uexSTR+l" | Unknown route-map component "uexCONTfq" |

|  | Unknown route-map component "exHST" | Unknown route-map component "uexHST" |

|  | Unknown route-map component "exHST" | Unknown route-map component "uexHST" |

|  | Unknown route-map component "exHST" | Unknown route-map component "uexHST" |

|  | Unknown route-map component "exBHF" | Unknown route-map component "uexHST" |

|  | Unknown route-map component "exhKRZWae" | Unknown route-map component "uexhKRZWae" |

|  | Unknown route-map component "uexCONTgq" | Unknown route-map component "exmKRZ" | Unknown route-map component "uexKRZ" | Unknown route-map component "uexSTR+r" |

|  |  | Unknown route-map component "exSTR" | Unknown route-map component "uexABZg+l" | Unknown route-map component "uexSTRr" |

|  | Unknown route-map component "exSTR" | Unknown route-map component "uexBHF" |

| Unknown route-map component "uexCONTgq" | Unknown route-map component "exmKRZ" | Unknown route-map component "uexSTRr" |

| Unknown route-map component "exBHF" |

| Unknown route-map component "exHST" |

| Unknown route-map component "exBHF" |

| Unknown route-map component "exWBRÜCKE1" |

| Unknown route-map component "exHST" |

| Unknown route-map component "exKBHFaq" | Unknown route-map component "exABZq+l" | Unknown route-map component "exABZr+r" |  |  |

| 39+969 |
| 0+000  |

| Unknown route-map component "CONTgq" | Station on transverse track | Unknown route-map component "eABZqr" | Unknown route-map component "xKRZu" | Unknown route-map component "CONTfq" |  |  |

| Unknown route-map component "exBHF" |

| Unknown route-map component "exHST" |

| Unknown route-map component "exBHF" |

| Unknown route-map component "exHST" |

| Unknown route-map component "exBHF" |

| Unknown route-map component "CONTgq" | Unknown route-map component "xKRZu" | Unknown route-map component "STR+r" |

|  | Unknown route-map component "exHST" | Unknown route-map component "LSTR" |

|  | Unknown route-map component "exBHF" | Unknown route-map component "LSTR" |

| Unknown route-map component "CONTgq" | Unknown route-map component "xABZg+lr" | One way rightward |

| Station on track |

|  | Unknown route-map component "ABZgl" | Unknown route-map component "CONTfq" |

| Continuation forward |

La ferrovia si staccava dalle linee Pavia-Cremona, Cremona-Piacenza e Cremona-Fidenza poco dopo la stazione di Cremona FS. Tra il 1926 e il 1954 il servizio passeggeri si attestò presso la stazione di Cremona Porta Milano che quindi fu dotata, oltre che delle strutture di servizio per i viaggiatori, di rimessa a due binari e di un'officina per le riparazioni.
Lasciato il capolinea, la linea proseguiva sul lato destro dell'allora Strada statale 234 Codognese dalla quale era separata da una barriera formata da paracarri e spezzoni di rotaia. Giunta a Cavatigozzi attraversava l'abitato sempre a fianco della statale, ma senza la barriera separatrice: per tale motivo la velocità dei convogli fu limitata a 15 km/h. La fermata a servizio del paese, denominata Cava Tigozzi-Spinadesco per distinguerla dalla corrispondente sulla Pavia-Cremona, si trovava all'esterno del paese, in direzione di Acquanegra.

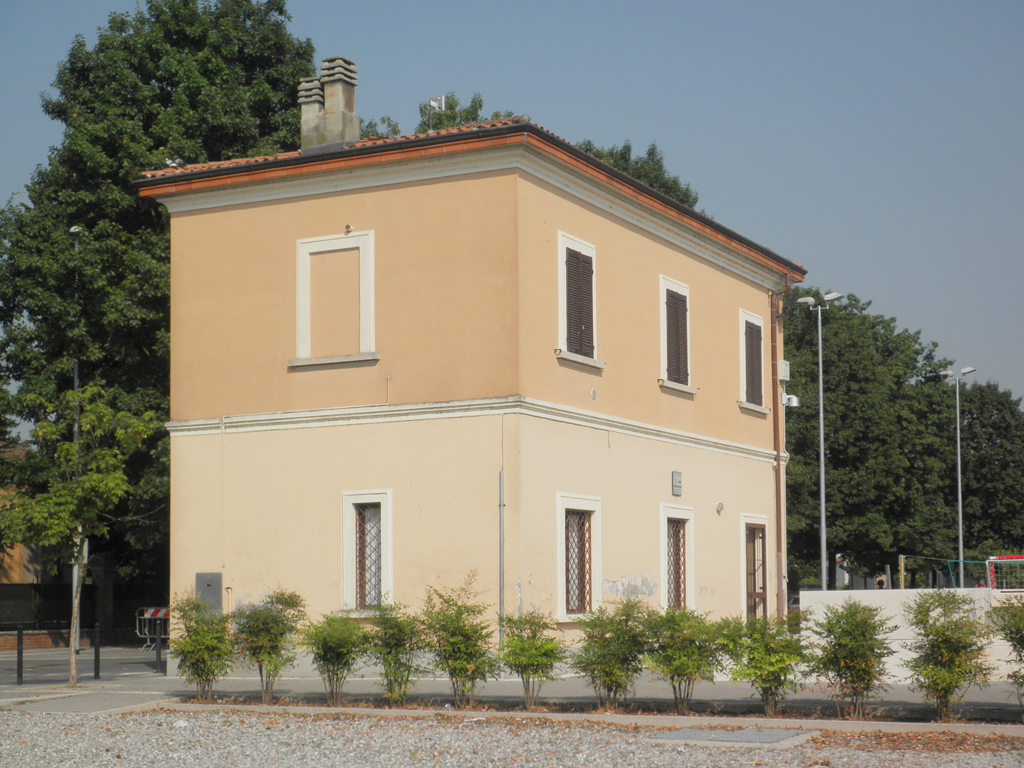
L'ex fabbricato viaggiatori di Sesto Cremonese

All'incrocio con la provinciale per Sesto Cremonese, la ferrovia piegava a destra, sottopassando la Pavia-Cremona con un'opera d'arte a fianco della corrispondente stradale. All'ingresso di Sesto la linea si allontanava dalla provinciale per poi attraversarla a raso poco prima di giungere presso la stazione ferroviaria, ubicata presso via Sacchi. Passato Sesto, la linea proseguiva in sede propria attraversando Fengo e Grumello Cremonese, servite ognuna da una fermata, fino a Farfengo la cui stazione si trovava in prossimità del passaggio a livello sulla provinciale Castelleonese. Con la dismissione della ferrovia, il sedime della sede tra Sesto e Farfengo è stato reimpiegato per allargare le provinciali 47 e 48.
Dopo Farfengo la linea proseguiva in sede propria fino ad Annicco, dotata di stazione, per poi sottopassare la Treviglio-Cremona e, dopo una curva, giungere a Soresina.
Circa di 600 metri di binario all'ingresso in stazione erano in comune con il tronco proveniente da Soncino. La stazione soresinese era infatti uno scalo di testa e le locomotive a vapore provenienti da una direzione dovevano essere girate per poter proseguire nell'altra. L'impianto era dotato di rimessa e magazzino merci ed era raccordato alla vicina stazione FS, alla cooperativa Concimi e al Consorzio Agrario.
In direzione di Soncino, la ferrovia aggirava l'abitato di Soresina per giungere alla fermata di Soresina Città posta a settentrione, nei pressi dell'attuale provinciale 84. La fermata era costituita da una banchina e da una garitta, quest'ultima eliminata negli ultimi anni d'esercizio. La linea proseguiva in affiancamento alla provinciale, su sede riservata, per poi attraversarla a raso in prossimità di Genivolta in località Tredici Ponti (così chiamata dal fatto che in 150 metri la strada attraversa tredici tra rogge e canali).
Aggirata Genivolta ad occidente, la linea giungeva presso la stazione a servizio di questo abitato per poi nuovamente attraversare a raso la provinciale e affiancarla in sede riservata fino alla stazione di Soncino. Quest'impianto fu di testa dal 1914 al 1932 e nello stesso periodo fu raccordato alla vicina stazione tranviaria, posta in località Borgo Sera. Presso questa struttura terminavano tre linee interurbane esercite da altrettante società: la Lodi-Crema-Soncino, la Bergamo-Soncino e la Brescia-Soncino. Quando la stazione ferroviaria divenne passante con l'apertura del tronco verso Rovato si mantenne il raccordo con la superstite tranvia bresciana.

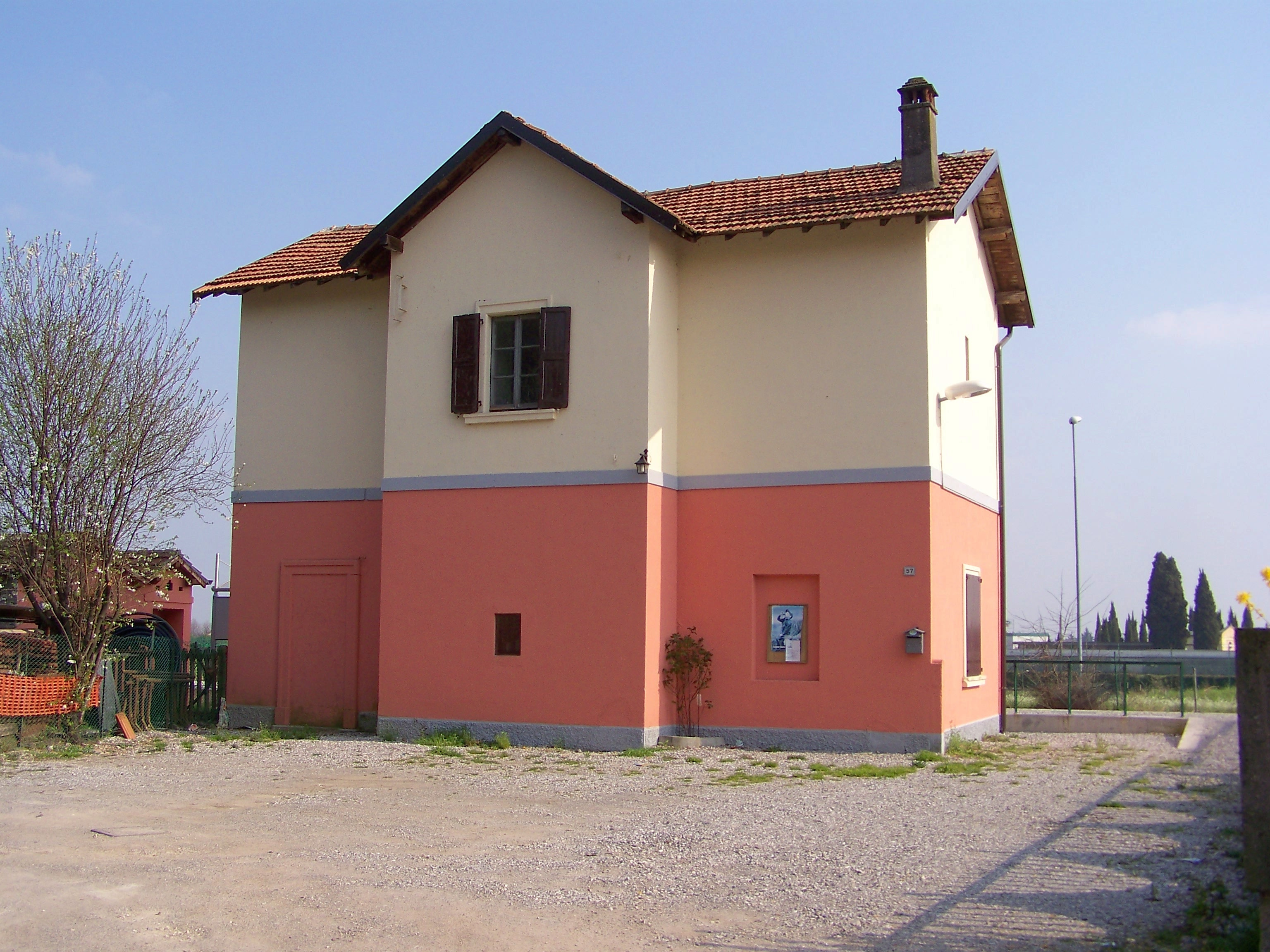
L'ex fabbricato viaggiatori di Cazzago

In uscita dalla stazione soncinese la ferrovia effettuava una curva verso destra, attraversava a livello la provinciale per Bergamo, impegnava un tratto a trincea per poi scavalcare l'Oglio con un ponte a sei arcate. Passava quindi a nord di Orzinuovi, paese servito da una stazione, per poi affiancare la statale 235, la quale a quel tempo era solcata dalla citata tranvia per Brescia. Giunta alla stazione di Orzivecchi, la linea tornava in sede propria, con un percorso parallelo alla statale, e proseguiva lungo la campagna della bassa bresciana per passare a settentrione di Pompiano, comune servito da una fermata.
Nei pressi di Corzano, la linea effettuava una curva a largo raggio verso sinistra in mezzo alla quale si trovava la fermata a servizio di questo comune. Proseguendo verso settentrione, giungeva presso la stazione di Trenzano-Cossirano, posta in mezzo ai due abitati, e quindi presso la stazione di Castrezzato.
Entrata nel territorio comunale di Rovato, affiancava a oriente l'abitato della frazione di San Giuseppe e a settentrione quello di Sant'Anna. In mezzo alle due frazioni, presso uno dei pochi caselli ferroviari del tronco Rovato-Soncino, fu posta la fermata di San Giuseppe-Duomo. Dopo aver percorso un tratto rettilineo, la ferrovia percorreva un breve tratto in trincea per sottopassare la Milano-Venezia.

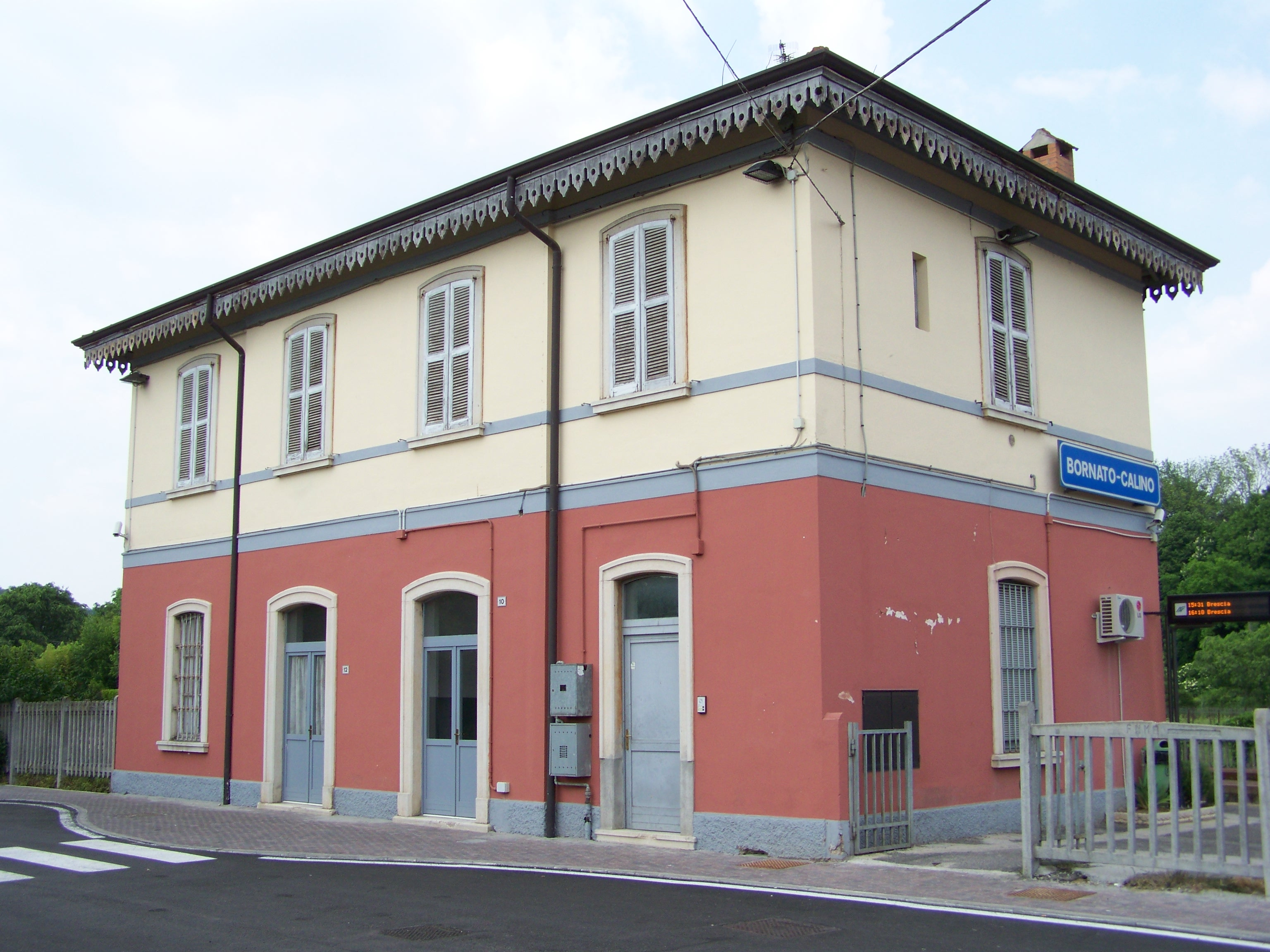
La stazione di Bornato

La stazione di Rovato Borgo era dotata di due fasci di binari: quello originario, di testa, e quello aperto nel 1932, passante. In mezzo era presente il raccordo, a due binari, con la vicina stazione FS, che nel 2009 è stato trasformato nel nuovo piazzale per il servizio passeggeri. Il tronco fra Rovato e Iseo è l'unico rimasto funzionante di tutta la linea e quello fra Bornato e la cittadina sebina è divenuto parte della Brescia-Iseo-Edolo. Dall'impianto di Rovato Borgo, la linea attraversa l'abitato rovatese, affiancando ad oriente il centro storico alla cui altezza è posta la fermata di Rovato Città. Dopo una lunga curva, la linea giunge a Cazzago San Martino, servita dall'omonima fermata, e s'immette nella valle di Calino all'interno della quale si trova la stazione di Bornato-Calino. Originariamente da qui si diramava il raccordo per la stazione di Paderno Franciacorta, congiungendo la Rovato-Iseo con il vecchio tracciato della Brescia-Iseo attivo fino al 1931.
Da Bornato, la ferrovia prosegue lungo la valle calinese affiancando ad occidente Bettolino di Monterotondo e ad oriente Borgonato, a sua volta servito da una fermata, quindi giunge presso le Torbiere del Sebino dove si trova un'altra fermata, a servizio degli abitati di Provaglio d'Iseo e di Timoline. Dopo quest'impianto, la linea scavalcava la vecchia ferrovia Brescia-Iseo, passante per Monterondo di Passirano, per giungere presso la stazione di Iseo, sede della direzione d'esercizio della SNFT e del deposito del materiale rotabile. Da qui i binari proseguono per Edolo e la Val Camonica.

## Traffico
Nel suo periodo d'oro la linea era servita nei giorni feriali da due coppie sulla relazione Iseo-Cremona Porta Milano, da una coppia sulla Iseo-Soncino e da due coppie sulla Soncino-Cremona Porta Milano. Nei giorni festivi erano presenti solo due coppie Iseo-Cremona di cui una diretta, ovvero che fermava solo presso alcuni scali. Nell'orario estivo, due erano le coppie Iseo-Cremona affiancate da due Iseo-Rovato Borgo. In tutte le tipologie di orario, a Bornato-Calino le carrozze delle relazioni Iseo-Rovato/Cremona venivano agganciate alle corse in coincidenza della Brescia-Iseo-Edolo, per cui di fatto la città cremonese era collegata direttamente alla Val Camonica.
Nel corso della seconda guerra mondiale, le corse tra Iseo e Cremona Porta Milano furono sospese, mantenendo solo alcune relazioni interne come due coppie Iseo-Rovato, altre due che dalla città sebina giungevano fino a Soncino e due Soncino-Cremona Porta Milano. Dopo i danneggiamenti alle infrastrutture e agli armamenti provocati dai bombardamenti e dopo la distruzione del ponte sull'Oglio, il servizio fu sospeso, per poi essere ripristinato nel 1945 con tre coppie di corse di tipo misto Soncino-Cremona Porta Milano, due coppie di treni misti sulla Iseo-Orzinuovi e due treni misti, solo feriali, sulla Iseo-Rovato.

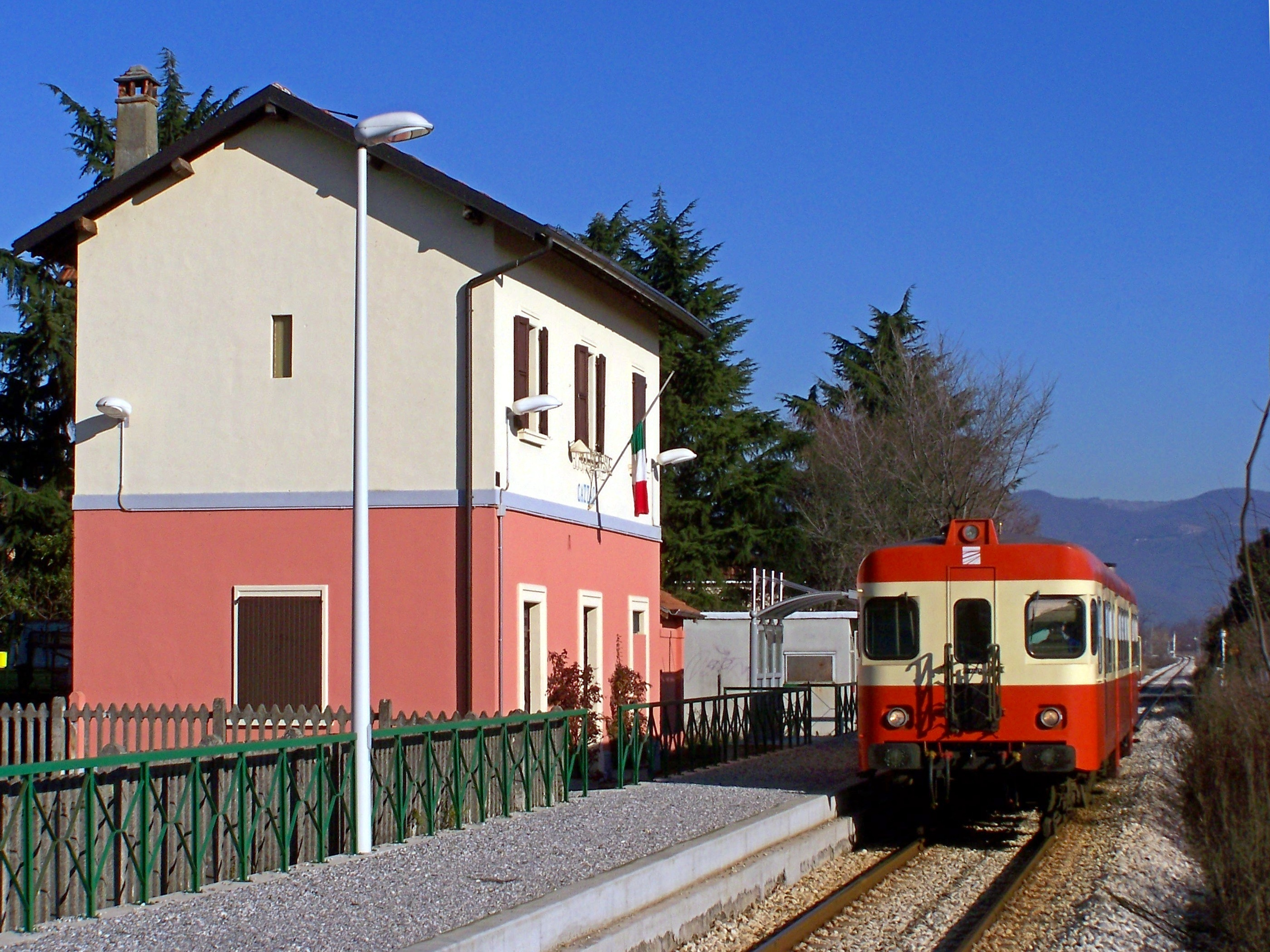
Automotrice Trenord (ex-SNFT) a Cazzago, restaurata nei colori storici SNFT

In virtù dell'arrivo delle automotrici, l'orario fu riprogrammato con quattro coppie Iseo-Cremona Porta Milano, una coppia Iseo-Soncino e due coppie Iseo-Rovato. A queste si aggiunsero due relazioni Rovato-Iseo che erano prive di corrispondenti corse al ritorno, perché svolte in coincidenza coi treni FS provenienti da Milano. Tutte le corse furono espletate da automotrici An 64 o da An 60 negli orari di punta, mentre in quelle di morbida si utilizzarono le AnDu 28, adatte anche al trasporto di collettame.
Dopo il 1956 sulla Iseo-Rovato rimasero tre coppie passeggeri e due merci, tutte svolte dalle An 64. Nel 1963 le corse passeggeri si ridussero ad una coppia, espletata in orari scolastici, che fu mantenuta con la riapertura del servizio passeggeri a seguito dell'austerity. Di converso il servizio merci si mantenne regolare fino ai primi anni duemila.
Il servizio sulla Bornato-Rovato Borgo era espletato da Trenord con otto coppie di corse giornaliere a cadenza oraria, alcune delle quali aventi la stazione di Iseo come capolinea. Dal 9 dicembre 2018 il servizio è stato sospeso e sostituito con autobus. La linea rimane tuttavia percorsa occasionalmente da treni turistici come l'"Iseo Express", svolti da Fondazione FS.